# Westwood Point
Westwood Point är en udde i Antarktis. Den ligger i Östantarktis. Australien gör anspråk på området.
Terrängen inåt land är platt. Havet är nära Westwood Point åt nordväst. Trakten är glest befolkad. Närmaste befolkade plats är Davis Station, 4,9 kilometer norr om Westwood Point. 